# Scirtes brunellii
Scirtes brunellii is een keversoort uit de familie moerasweekschilden (Scirtidae). De wetenschappelijke naam van de soort werd in 1954 gepubliceerd door Maurice Pic.